# .tel

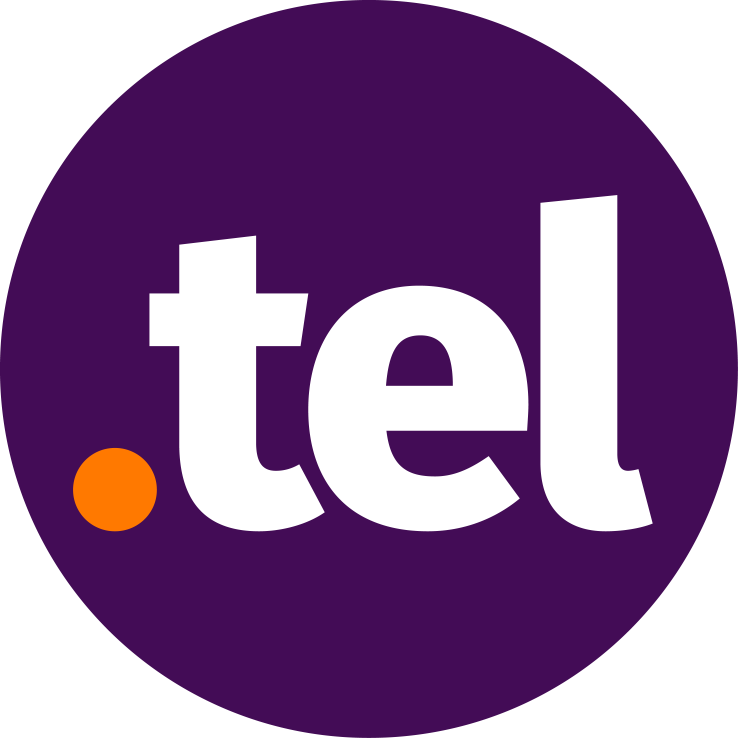
.tel 顶级域名

.tel是互聯網上的通用頂級域（gTLD）名之一。2008年12月3日正式部署。商标持有者在2009年2月2日之前可以优先申请注册，2月3日起任何人都可以申请。
.tel（英文telephone）为“电话”的意思，计划作为电信公司（例如电话或互联网提供商）的专用域名，直接用域名系统（DNS）提供全球性的联系目录服务。